# Biblioteca Pública Pelotense

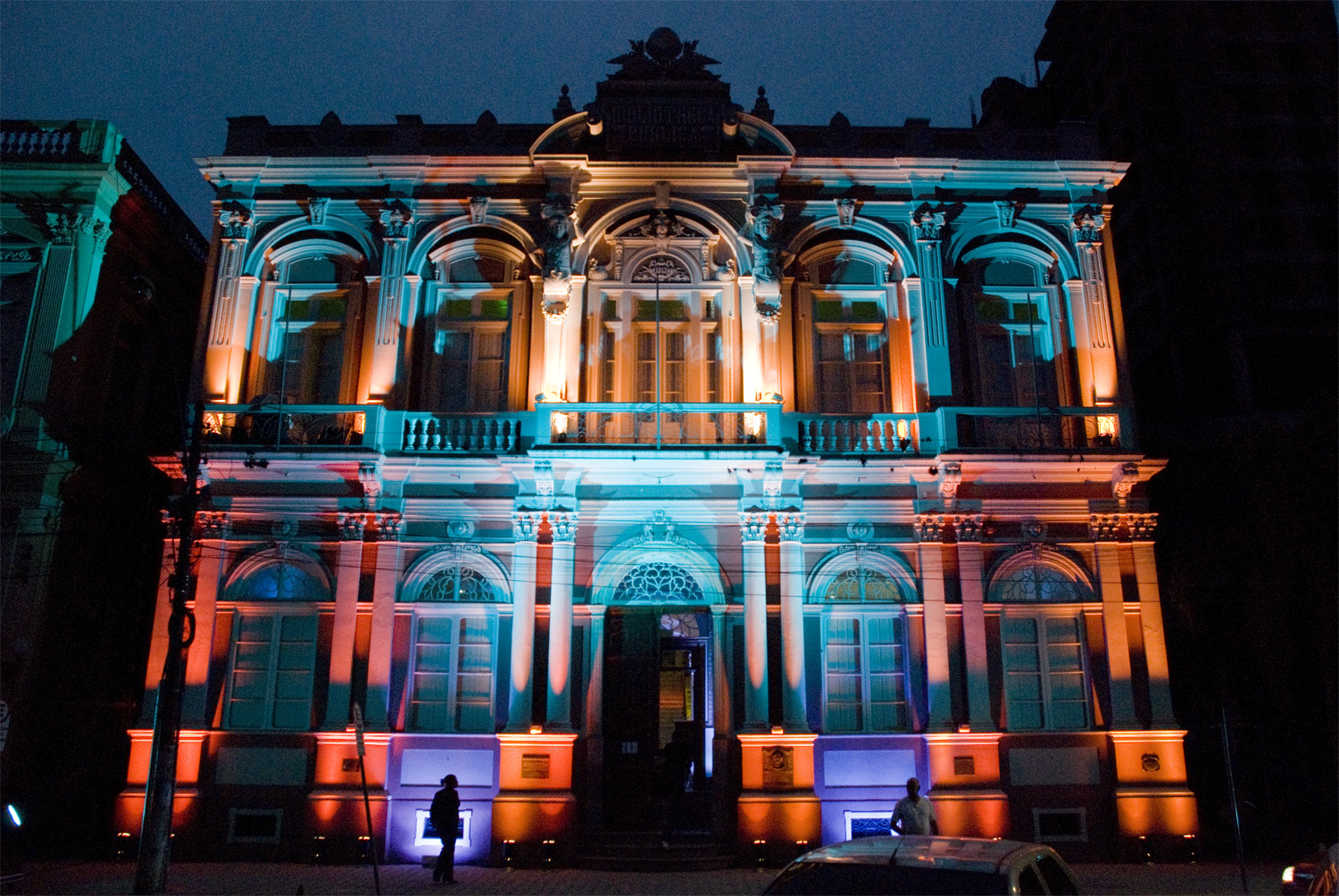
Sede da biblioteca

A Biblioteca Pública Pelotense é uma associação civil sem fins lucrativos sediada no município de Pelotas no estado brasileiro do Rio Grande do Sul. Ao longo de seus mais de 145 anos vem prestando diversos serviços de promoção e acesso à cultura, educação e cidadania.

## História
A biblioteca pelotense foi fundada em 14 de novembro de 1875 e nasceu da idealizada de Antônio Joaquim Dias, então diretor do jornal Correio Mercantil. A primeira diretoria reuniu José Vieira da Cunha, Saturnino de Arruda, Carlos Pinto e José Roiz de Araújo. Inicialmente a casa biblioteconômica foi instalada  em um terreno doado pelo visconde da Graça, seu acervo inicial continha apenas 960 volumes. Sua atual sede foi inaugurada em agosto de 1888 situada na Praça Coronel Pedro Osório, n° 103. O segundo piso da Biblioteca Pública Pelotense foi projetado por Caetano Casaretto e inaugurado em 1915, este espaço tinha como objetivo abrigar as diversas manifestações artísticas e culturais da cidade, função que permanece até os dias de hoje.

## Museu histórico
Desde a fundação da Biblioteca, muitas doações de peças e documentos relacionados à memória histórica do extremo sul do país. Foi para dar organização e abrigo institucional a este acervo que, em janeiro de 1904 foi criado o Museu Histórico da BPP por Baldomero Trapaga Y Zorrilla. Mais adiante, a parte bibliográfica seria incorporada ao acervo geral. Em 1933, o Museu ganhou novo vigor com a chegada de Henrique Carlos de Mores, que assumiu até 1980. Mores deu novo dinamismo ao Museu. Revitalizado em 2003, valoriza as peças de maior significado histórico, como o lenço Farroupilha, o sinete da república riograndense e o revólver usado por Chico Diabo que, na Guerra do Paraguai, teria causado o ferimento mortal em Francisco Solano López. 

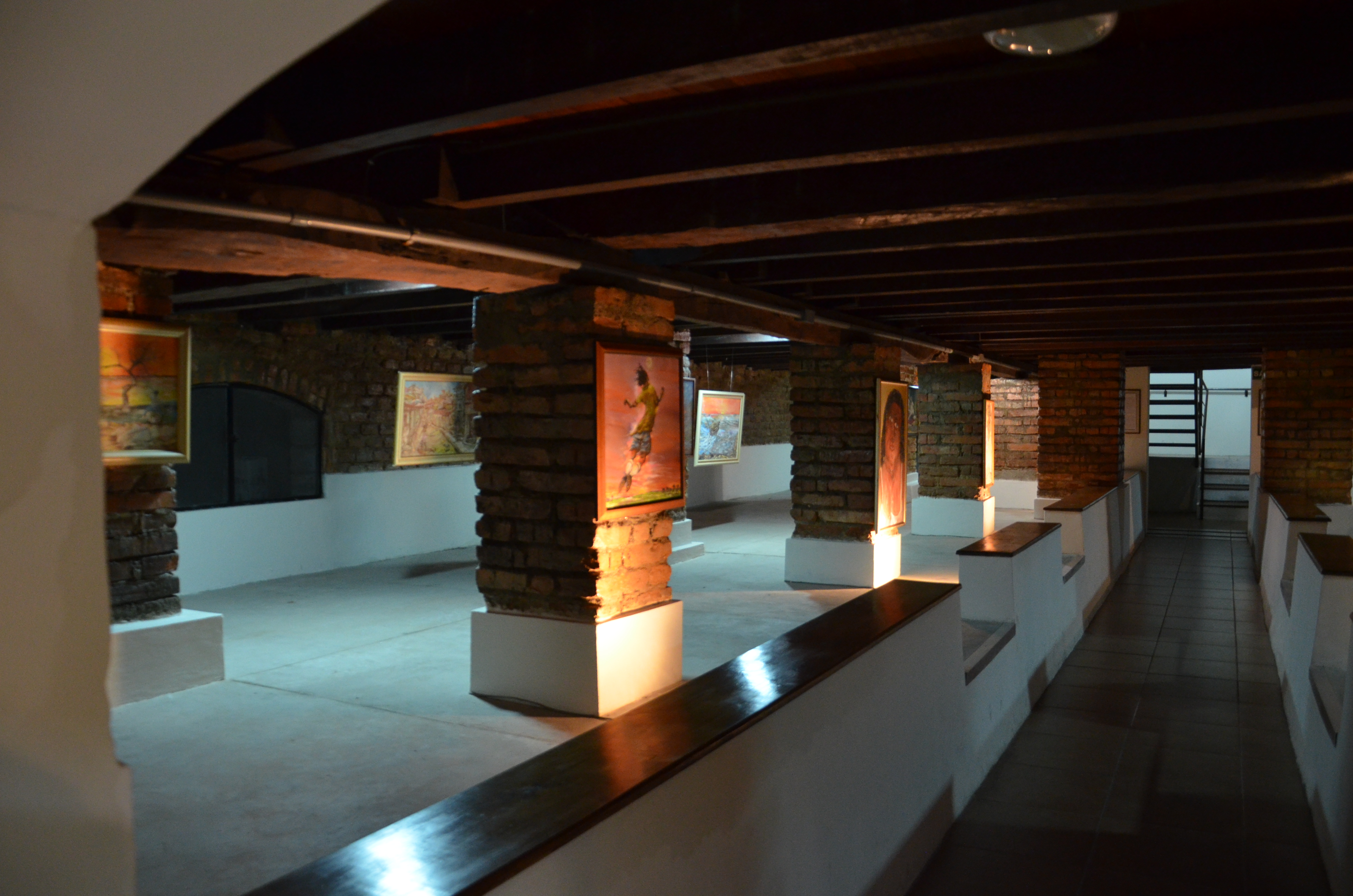
Em 18 de janeiro de 1904, uma comissão foi organizada pela diretoria para criar um museu anexo à Bibliotheca

## Biblioteca Infantojuvenil Érico Veríssimo
Inaugurada em 11 de maio de 1946, com obras de interesse específico para o público infantojuvenil, o espaço é hoje um dos mais procurados da casa, recebendo instituições públicas e privadas de Pelotas e região para seu programa de contações de histórias "A Hora do faz de conta". Contando com um acervo que abriga mais de 04 mil livros, organizados por faixa etária dos 0 aos 15 anos. 
"Foi Érico Veríssimo quem batizou uma das ferramentas mais importantes criadas pela Bibliotheca para estimular o gosto pela literatura. Em 11 de maio de 1946, foi inaugurada a Sala Infantil que leva o nome do escrito gaúcho, que àquela altura já havia escrito sua obra-prima, Olhai os Lírios do campo, mas, antes, uma série de obras infantis de destaque, como As aventuras do Avião Vermelho, Rosa Maria no castelo encantado, Meu ABC e O Urso com música na barriga. A iniciativa foi da gestão de Guilherme Echenique de Lemos. [...] Junto com a sala, foi criada A Hora do Faz de conta, atividade que completou 73 anos em 2019." (SANTOS, p. 197, 2017) 